# Castillo de Casarabonela
El castillo de Casarabonela, también llamado fortaleza del Rey Chico, fue una fortificación situada en el casco urbano de la localidad malagueña de Casarabonela, España. Sus restos cuentan con la protección de la Declaración genérica del Decreto de 22 de abril de 1949, y la Ley 16/1985 sobre el Patrimonio Histórico Español.

## Descripción
Del castillo sólo se conservan pequeñas partes como trozos de murallas y cimientos de torres, que dan idea de la solidez y dimensiones que tuvo. En uno de los extremos de esta ruina se conserva un baluarte que se denomina "Sillón del Moro", apreciándose también numerosas bases de torres cilíndricas y cuadradas. También se conserva la "Cueva de las Palomas", galería subterránea que comunicaba el castillo con el exterior, y los restos de las dos calzadas romanas que enlazaban el castillo y su poblado con los castillo de Cártama, Coín y Málaga por el sur y con el de Ronda por el este.

## Historia
Sus orígenes se remontan a fechas anteriores a la romana (Castra Vinaria) como se muestra en los numerosos hallazgos prehistóricos de este asentamiento. Teniendo en cuenta que en el 308 se construyó el castillo de Coín, se estima que la construcción de éste ronda esas fechas. Los árabes, la llamaron Casr Bonaira, más tarde castillo de Bonera y Bonela. Arrebatado a los emires cordobeses por el rebelde muladí Umar Ibn Hafsun, éste lo convertiría en una de las mejores defensas de su amplio reino. 
En la campaña de 1410, el señor del Carpio, García Méndez, derrota a los árabes de Casarabonela, viéndose el castillo mermado por los numerosos contraataques de sus anteriores moradores. De nueva posesión árabe pasa al poder de los Reyes Católicos, siendo recibida por Sancho de Rojas, hermano del conde de Cabra, recogido este hecho por Pedro Aguado Bleye. La rendición de Ronda fue la que decidió la entrega de Casarabonela, en 1485.
Prueba de la seguridad del castillo es el hecho transmitido por la tradición, que señala como en las finales luchas civiles granadinas, servirían de refugio a Boabdil, el rey chico.